# 芒德尔·罗威

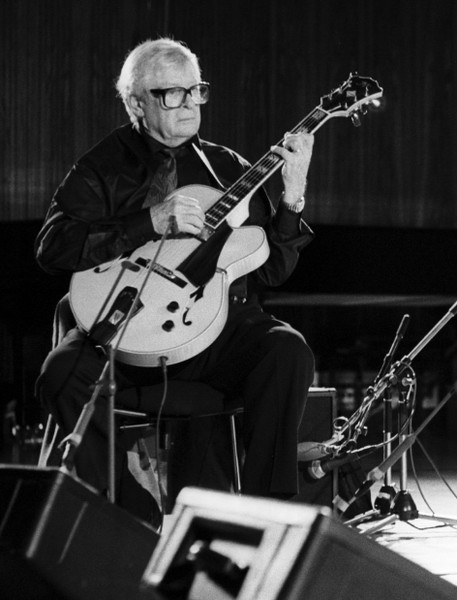
2000年的芒德尔·罗威

詹姆斯·芒德尔·罗威（英語：James Mundell Lowe，1922年4月21日—2017年12月2日），也称芒德尔·罗威（Mundell Lowe），是一名美国爵士乐吉他手，出生于密西西比州树荫镇。
1975年，娶歌手贝蒂·贝内特。他曾经常出现于电台、电视与电影作品。他也为许多电视剧和电影制作音乐，包括有《比利·乔》、《所有人都想知道的性（但是却羞于问及）》、《警界双雄》。他曾与安德列·普列文合作。2017年12月2日，在加利福尼亚州圣地亚哥市去世，享年95岁。